# Martín Solares
Martín Solares (Tampico, Tamaulipas, 29 de agosto de 1970) es un escritor, crítico y editor mexicano. Es autor de los libros Los minutos negros, No manden flores, y Muerte en el jardín de la luna.
Su obra ha sido traducida al inglés, francés, alemán, italiano, polaco y ruso. Recibió el Premio Nacional de Literatura Efraín Huerta en 1998 por su cuento "El planeta Cloralex", en 2008 el Premio Nacional de Cuento Infantil Juan de la Cabada por el libro Monstruos, y en 2016 el Premio Bellas Artes de Ensayo Literario José Revueltas por Teoría de los Tigres y otros peligros que acechan al escritor de ficciones.
De acuerdo con un artículo que Solares escribió para La Jornada, durante su adolescencia tuvo brevemente a Rafael Guillén Vicente (Subcomandante Marcos, según las autoridades mexicanas) como profesor de historia suplente.   Trabajó como editor para varias editoriales y tiene un doctorado en Estudios Ibéricos y Latinoamericanos en la Universidad de París I. 

## Obras destacadas
| Año  | Título                                                                     | Género              | Notas                    |
| ---- | -------------------------------------------------------------------------- | ------------------- | ------------------------ |
| 2021 | Bassim Bassán, el amigo de la muerte                                       | Literatura infantil |                          |
| 2020 | Muerte en el jardín de la luna                                             | Novela              |                          |
| 2018 | Catorce colmillos                                                          | Novela              |                          |
| 2017 | Los pelos en la mano: cuentos de la realidad actual                        | Cuento              | Incluido en recopilación |
| 2016 | Teoría de los Tigres y otros peligros que acechan al escritor de ficciones | Ensayo              |                          |
| 2015 | No manden flores                                                           | Novela              |                          |
| 2014 | Cómo dibujar una novela                                                    | Ensayo              |                          |
| 2012 | Los monstruos y tú                                                         | Literatura infantil |                          |
| 2010 | México sabe México: textos de cincuenta prosistas contemporáneos           | Ensayo              | Incluido en recopilación |
| 2008 | Grandes hits vol. 1: Nueva generación de narradores mexicanos              | Cuento              | Incluido en recopilación |
| 2006 | Los minutos negros                                                         | Novela              |                          |
| 1998 | El planeta Cloralex                                                        | Cuento              |                          |

## Cine y televisión
En 2021, se estrenó en la plataforma Vix Los minutos negros, dirigida por Mario Muñoz, con guion adaptado por Muñoz y Solares, y protagonizada por Leonardo Ortizgris, Kristyan Ferrer,  Sofía Espinosa, Enrique Arreola y Carlos Aragón.